# Edward Bach

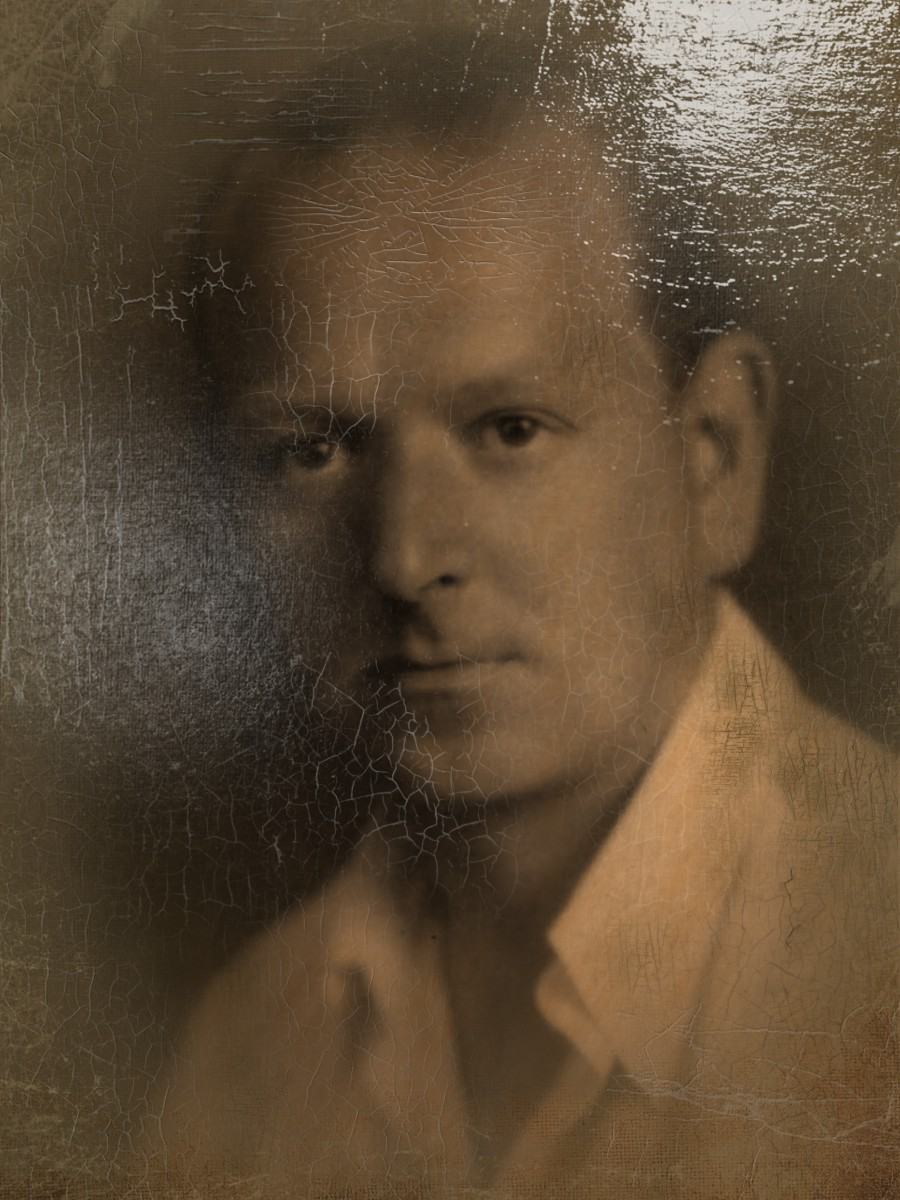
Edward Bach

Edward Bach (Moseley, 24 september 1886 – Didcot, 27 november 1936) was een Engelse arts, bacterioloog, homeopaat en kruidengenezer. Hij werkte onder meer in het Londense Universiteitsziekenhuis waar hij verschillende vaccins ontwikkelde. In het Londense Homeopathisch Ziekenhuis kwam hij in aanraking met het werk van Samuel Hahnemann, de grondlegger van de homeopathie. Uiteindelijk liet Bach Londen en de 'orthodoxe geneeskunde' achter zich en trok naar het platteland op zoek naar 'natuurlijke remedies'. De jaren 1928 tot 1936 besteedde hij aan het zoeken naar bloemen met geneeskrachtige eigenschappen. Dit werd de basis van de ook heden nog toegepaste Bach-bloesemtherapie, een alternatieve geneeswijze.

## Jeugd
Edward Bach werd geboren op 24 september 1886 te Moseley 5 km ten zuiden van Birmingham. Toen hij op 16-jarige leeftijd van school kwam wilde hij zijn ouders niet vragen om een dure medische opleiding te betalen, en besloot om eerst geld te verdienen in de bronsgieterij van zijn vader (1903-1906).
In die periode bemerkte hij hoe moeilijk zijn collega-arbeiders het hadden met gezondheidszorg: ze werkten vaak door als ze ziek waren, want ziek thuisblijven betekende geen loon en wel hoge medische kosten. Hij zag niet alleen hun angst voor ziekte, maar ook dat er niet veel meer werd gedaan dan het verlichten van de klachten en het bestrijden van symptomen. Dit alles sterkte hem in zijn plan om eenvoudige geneesmiddelen te ontdekken voor alle ziekten.
Toen hij uiteindelijk met zijn vader sprak over zijn wens om dokter te worden, besloot deze zijn studie te betalen.

## Studie (1906-1914)
Op 20-jarige leeftijd begon hij aan een medische studie aan de universiteit van Birmingham. Vandaaruit ging hij naar het Londense Universiteitsziekenhuis en behaalde daar in 1912 het niet-universitaire "Conjoint" (samengevoegde) diploma M.R.C.S. (Membership of the Royal College of Surgeons) en L.R.C.P. (Licentiate of the Royal College of Physicians). Met deze diploma's op zak mocht hij in Londen als arts praktiseren, en veel studenten deden daarom dit examen al voordat ze waren afgestudeerd.
Vervolgens behaalde hij in 1913 de universitaire graden M.B. (Bachelor of Medicine) en B.S. (Bachelor of Surgery), en rondde hij in 1914 zijn studie af met een D.P.H. (Doctor of Public Health) in Cambridge. Als student had Bach al meer interesse in de patiënten dan in hun ziektes. Hij was ervan overtuigd dat de persoonlijkheid van een mens een belangrijke invloed heeft op diens gezondheid, en kon zijn patiënten urenlang bestuderen om hun persoonlijkheid te kunnen begrijpen.

## Bach als regulier arts (1913-1918)
In 1913 trouwde hij met Gwendoline Caiger en behaalde zijn doktergraden MB en BS. Hij begon als eerste-hulp-arts in het University College Hospital, en later dat jaar als eerste-hulp-chirurg in het London Temperance Hospital, waarmee hij na enkele maanden al moest stoppen omdat zijn gezondheid hem in de steek liet.
Daarop begon hij een eigen praktijk in Harley Street, en merkte dat de medische wetenschap nog weinig kon uitrichten tegen chronische ziekten. Hij vroeg zich af waarom de ene mens ziek wordt, en een andere mens die aan dezelfde omstandigheden wordt blootgesteld niet.
Op die manier raakte hij geïnteresseerd in de leer van de immuniteit en legde zich toe op onderzoek als Assistent Bacterioloog aan het University College Hospital. Hij ontdekte een verband tussen chronische ziekten en de aanwezigheid van bepaalde bacteriën in de darmflora, en vroeg zich af of hun aanwezigheid het herstel bevorderde of juist tegenhield. Zijn idee om de gevonden bacteriën terug te injecteren had resultaat, maar het gebruik van de injectienaald stond hem tegen.
In 1917 overleed zijn eerste vrouw en hertrouwde hij met Kitty Light, bij wie hij een dochter had. In dat jaar was Bach naast zijn eigen praktijk en zijn onderzoek als bacterioloog ook verantwoordelijk voor 400 ziekenhuisbedden voor oorlogsgewonden, en actief aan de Hospital Medical School. In juli 1917 had hij een zware bloeding die een operatie nodig maakte waarbij een tumor werd verwijderd. Hij kreeg nog 3 maanden te leven en vastbesloten om die korte tijd zo goed mogelijk te besteden, werkte hij harder dan ooit om nog zoveel mogelijk van zijn werk af te kunnen maken. Aan het einde van die drie maanden voelde hij zich echter beter dan ooit, en zijn conclusie was dat een mens die met liefde het werk doet waarvoor hij geroepen is, ook gezond en gelukkig is.

## Bach als homeopaat (1918-1930)

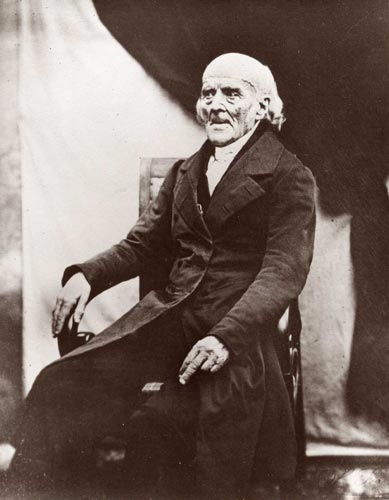
Samuel Hahnemann

Toen in 1918 een plaats vrijkwam voor een patholoog en bacterioloog aan het London Homoeopathic Hospital werd hij daar aangenomen. Hij maakte er kennis met het werk van Samuel Hahnemann, de grondlegger van de hedendaagse homeopathie. Hahnemann was er net als hijzelf van overtuigd dat elk geval anders is en individueel behandeld dient te worden: behandel de patiënt, niet de ziekte.
Op zoek naar een manier om zijn allopathische werk te combineren met dat van Hahnemann werkte hij zijn vaccinerende injecties om tot homeopathische nosodes die via de mond konden worden ingenomen. (Een nosode is een homeopathisch middel dat, net als een vaccin, gemaakt is van de ziekteverwekker of van ziek weefsel.) Deze 7 nosodes worden nu nog gebruikt als de Bach-nosodes.
In 1922 scheidde hij van Kitty Light, verliet het Homoeopathic Hospital en opende weer een eigen laboratorium.

## Bach en zijn bloesems (1928-1936)
Zijn ideaal om natuurlijke geneesmiddelen te maken zorgde dat hij vanaf 1928 steeds vaker in de natuur op zoek ging naar planten die hij kon gebruiken.
De bloemen die hij vond prepareerde hij eerst nog op homeopathische wijze en probeerde ze uit op zichzelf en zijn patiënten. In september 1928 vond hij de eerste planten die aan zijn wensen voldeden, en hij besloot om de wetenschappelijke en kunstmatige medicijnen achter zich te laten.
 
In mei 1930 verliet hij Londen definitief en trok samen met zijn assistente Nora Weeks een aantal jaren door Wales en Zuid-Engeland, op zoek naar planten die hij geschikt achtte. 
In 1932 rondde hij met de vondst van de twaalfde remedie het eerste deel van zijn werk af. In 1933 publiceerde hij de eerste versie van zijn boekje "De twaalf genezers". Hij vond in 1933 nog 4 remedies en vulde zijn boekje aan tot "De twaalf genezers & vier helpers", en in 1934 tot "De twaalf genezers & zeven helpers". Deze remedies bereidde hij niet langer op homeopathische wijze, maar via een door hemzelf ontwikkelde methode.

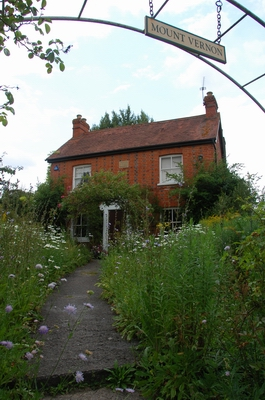
"Mount Vernon", Brightwell-cum-Sotwell, Wallingford

Hij schreef zijn kijk op gezondheid en ziekte op in de boeken "Genees uzelf" en "Bevrijd uzelf". Hierin stelt hij dat ziekte volgens hem het materiële gevolg is van een spirituele onvolkomenheid van de patiënt. Het aanpakken van het gevolg (de ziekte) heeft in zijn ogen dus geen zin. Zijn remedies zijn dan ook niet gericht op lichamelijke ziekten, maar op de spirituele situatie van de patiënt. Hij schreef ze voor op basis van gemoedstoestanden die een mens uit evenwicht brengen, zoals zorgen, angst, onzekerheid, boosheid, fanatisme en dergelijke.
In 1934 ging hij op zoek naar een vaste plaats om te wonen in zijn geliefde Thames vallei en vond het huis "Mount Vernon" in Sotwell (bij Wallingford). Daar woonde hij tot zijn dood, en in die omgeving vond hij tussen maart en augustus 1935 nog eens 19 remedies.

## Laatste maanden
In de zomer van 1936 beschreef hij alle remedies op een zo eenvoudig mogelijke manier in de definitieve uitgave van "De twaalf genezers en andere remedies". Hij schreef daarin over zijn behandelsysteem: "in zijn eenvoud kan het gebruikt worden in het huishouden".
Om de kennis over zijn remedies te verspreiden, bereidde hij een lezing voor die in een tournee door hemzelf en zijn assistenten gegeven kon worden. Op 24 september 1936, zijn 50e verjaardag, hield hij zelf die lezing voor het eerst in Wallingford, het stadje vlak bij Sotwell.

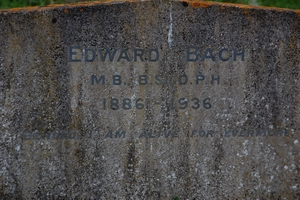
Bachs grafsteen: "Behold I am alive for evermore"

Vanaf eind oktober werd hij ziek, en op de avond van 27 november 1936 stierf hij op 50-jarige leeftijd in een verpleeghuis in Didcot. Zijn overlijdensakte vermeldt "hartfalen" als doodsoorzaak, maar vermeldt ook een sarcoom (tumor). Hij ligt begraven op een klein kerkhof bij de kerk van Sotwell.
Zijn assistenten Nora Weeks, Victor Bullen en Mary Tabor zetten zijn werk voort vanuit Mount Vernon, het huis waar Bach zijn laatste jaren had gewoond, en waar nog altijd het Bach Centre is gevestigd.

## Lezingen Edward Bach (selectie)
- Edward Bach, A Clinical Comparison between the Actions of Vaccines and Homoeopathic Remedies (voor The British Homoeopathic Society, 1920).[verz 1]
- Edward Bach, The Problem of Chronic Disease (voor The International Homoeopathic Congress, 1927).[verz 1][verz 2]
- Edward Bach, Medicine of the Future (voor de Southport Homoeopathic Debating Society, 18 oktober 1929, reviewed in The Homoeopathic World, februari 1930).[verz 1]
- Edward Bach, Ye suffer from Yourselves (voor The British Homoeopathic Society, London, februari 1931).[verz 1][verz 2][web 1][web 2]
- Edward Bach, Healing by Herbs, for use in every Home (openbare lezing bij vrijmetselaars in Wallingford, 24 september 1936).[verz 1][verz 2][web 1][web 2]
- Edward Bach, Masonic Lecture (besloten lezing voor vrijmetselaars in Wallingford, 24 september 1936).[verz 1][verz 2][web 1][web 2]

## Publicaties door Edward Bach(selectie)
- Edward Bach (1920) The Relation of Vaccine Therapy to Homoeopathy, The British Homoeopathic Journal, april 1920.[verz 1]
- F.H. Teale & E. Bach (1920) The fate of 'washed spores' on inoculation into animals, with special reference to the Nature of Bacterial Toxaemia, Journal of Pathology and Bacteriology, vol.., nr.., pp..
- F.H. Teale & E. Bach (1920) The Nature of Serum Antitrypsin and its Relation to Autolysis and the Formation of Toxins, in: The Proceedings of The Royal Society of Medicine, pp..
- F.H. Teale & E. Bach (1920) The Relation of the Autotryptic Titre of Blood to Bacteria Infection and Anaphylaxis, in: The Proceedings of The Royal Society of Medicine, pp..
- Edward Bach (1922) The Confirmation of Homoeopathy by Modern Pathological Science, The British Homoeopathic Journal.[verz 1]
- Edward Bach (1924) Intestinal Toxaemia in its Relaton to Cancer, The British Homoeopathic Journal, oktober 1924.[verz 1]
- Edward Bach & Charles E. Wheeler (1925) Chronic Disease: a Working Hypothesis. H.K. Lewis & Co. Ltd., London.
- Edward Bach (1928) An Effective Method of Combating Intestinal Toxaemia, The Medical World, vol.., nr.., pp..
- Edward Bach (1929) The Rediscovery of Psora, The British Homoeopathic Journal, januari 1929.[verz 1][verz 2]
- Edward Bach (1930) An Effective Method of Preparing Vaccines for Oral Administration, The Medical World, 24 januari 1930.[verz 1][verz 2]
- Edward Bach (1930) Some New Remedies and New Uses, The Homoeopathic World, februari 1930.[verz 1][web 1]
- Edward Bach (1930) Some Fundamental Considerations of Disease & Cure, The Homoeopathic World.[verz 1][web 1]
- Edward Bach (1931) Heal Thyself - An Explanation of the Real Cause & Cure of Disease. The C.W. Daniel Company, London.[verz 1][web 1][web 2]
- Edward Bach (1932) Free Thyself. Uitgegeven in eigen beheer.[verz 1][verz 2][web 1][web 2]
- Edward Bach (1933) Twelve Great Remedies, Heal Thyself, februari 1933.[verz 1]
- Edward Bach (1933) My Twelve Remedies, Heal Thyself, mei 1933.[verz 1]
- Edward Bach (1933) Twelve Healers, The Naturopathic Journal?.[verz 1]
- Edward Bach (1933) The Twelve Healers & Four Helpers. The C.W. Daniel Company, London.[verz 1]
- Edward Bach (1934) The Story of the Travellers (pamflet).[verz 1][web 2]
- Edward Bach (1934) The Twelve Healers & Seven Helpers. The C.W. Daniel Company, London.[verz 1]
- Edward Bach (1936) The Twelve Healers & Other Remedies. The C.W. Daniel Company Ltd., London.[verz 1][web 1][web 2]

Bachs werk is verzameld in twee uitgaven:
Verschillende werken zijn in hun geheel beschikbaar op websites: